# Panmunjeom

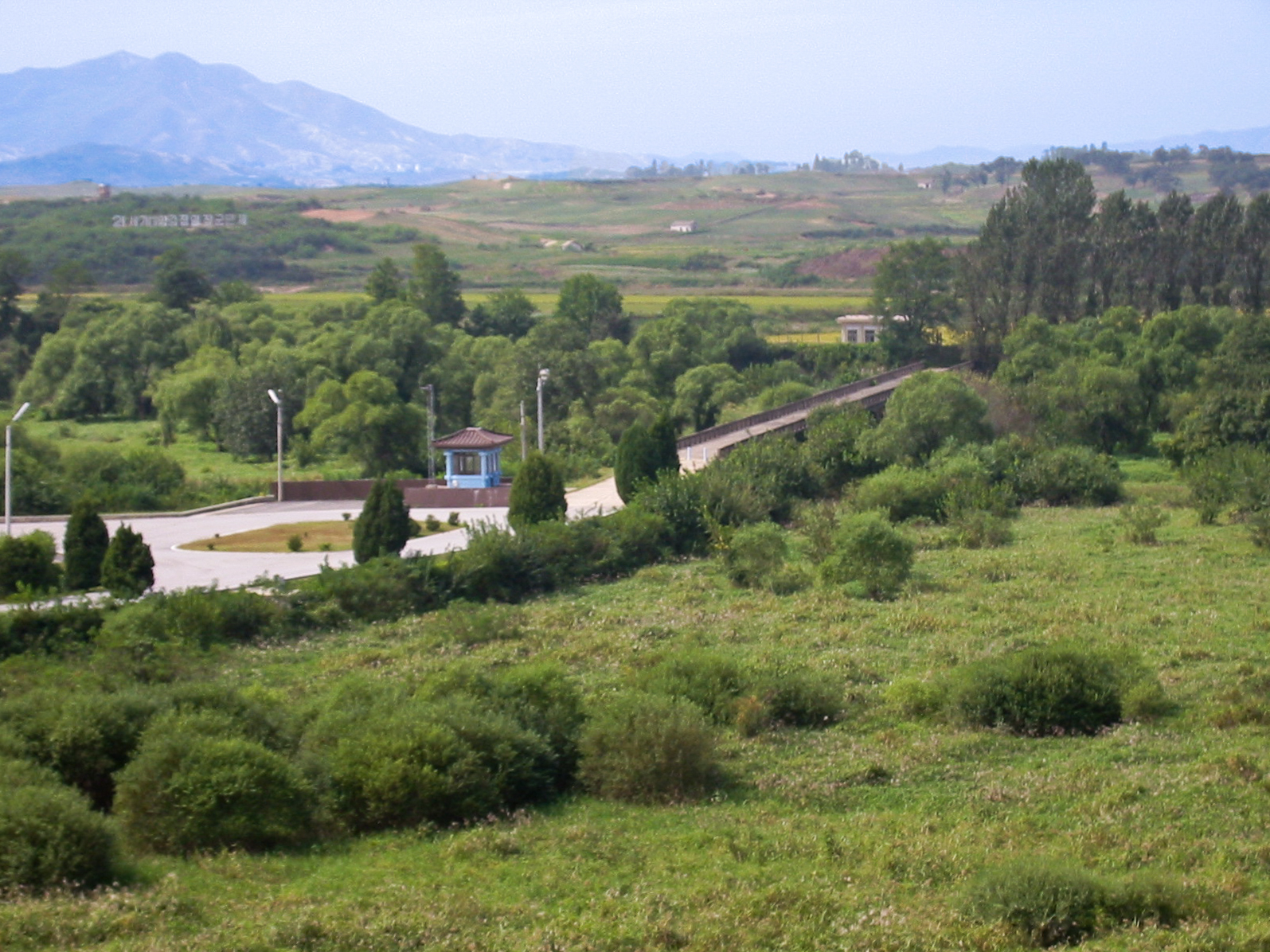
Pont sense retorn

Panmunjeom (P'anmunjŏm en coreà: 판문점), a la província de Gyeonggi (Corea del Nord) és un poble a la frontera "de facto" entre Corea del Nord i Corea del Sud, on es va signar l'armistici de 1953 que va aturar la Guerra de Corea. L'edifici on l'armistici es va signar encara roman, en el costat nord de la Línia de Delimitació Militar, que passa pel mig de la zona desmilitaritzada. Es considera un dels últims vestigis de la Guerra freda. No s'ha de confondre amb la propera Àrea de Seguretat Conjunta (JSA), on les discussions entre Nord i Sud encara tenen lloc en edificis situats sobre la Línia de Delimitació Militar.
Panmunjeom es troba a un quilòmetre al nord del poble homònim i queda sota control de l'ONU. En aquest poble s'hi troba el Pont sense retorn: un pas entre les dues Corees que, el 1953, va servir essencialment per a l'intercanvi de presoners. En aquest moment, milers de nord-coreans fugien ja cap al Sud. Els Coreans del Sud que han pres el camí invers cap al Nord han perdut alhora el seu dret de tornada al sud.